# Carling
Carling é uma comuna francesa na região administrativa de Grande Leste, no departamento de Mosela. Estende-se por uma área de 2,67 km². Em 2010 a comuna tinha 3 476 habitantes (densidade: 1 301,9 hab./km²).